# Могер
Могер (ісп. Moguer) — муніципалітет в Іспанії, у складі автономної спільноти Андалусія, у провінції Уельва. Населення — 20 040 осіб (2010).
Муніципалітет розташований на відстані близько 440 км на південний захід від Мадрида, 10 км на схід від Уельви.
На території муніципалітету розташовані такі населені пункти: (дані про населення за 2010 рік)
- Лас-Мадрес-дель-Авітор: 63 особи
- Масагон: 3372 особи
- Могер: 16598 осіб
- Побладо-Форесталь: 7 осіб

## Демографія
Динаміка населення (INE ):

## Галерея зображень

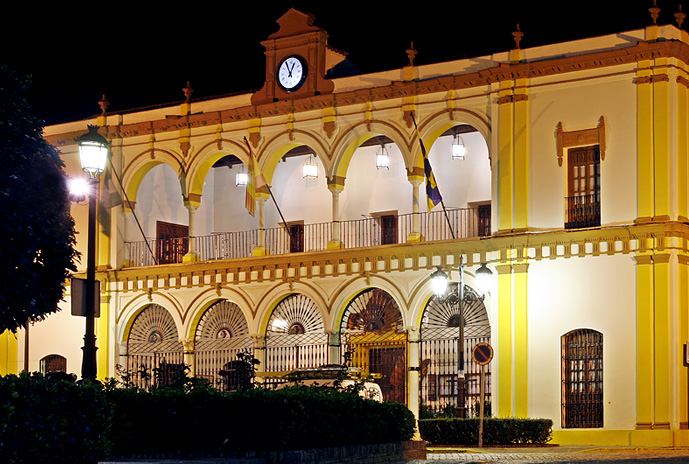
Муніципальна рада
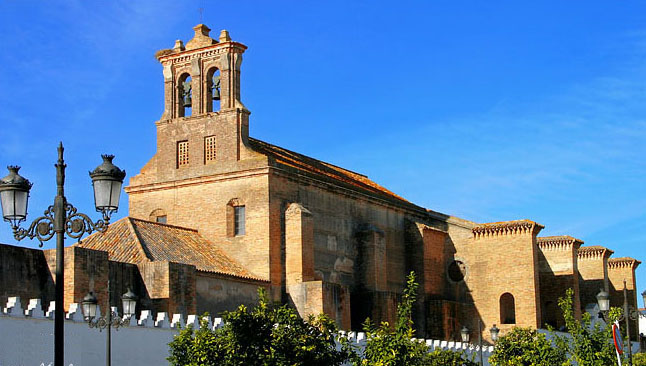
Монастир Санта-Клара
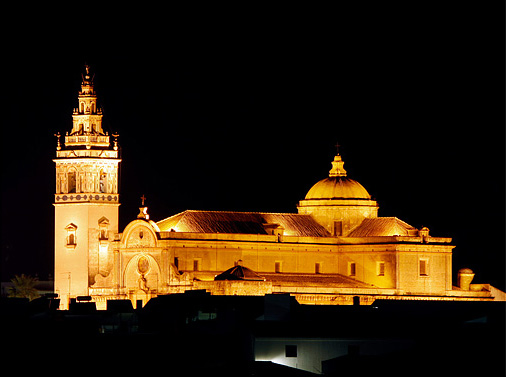
Парафіяльна церква Нуестра-Сеньйора-де-ла-Гранада
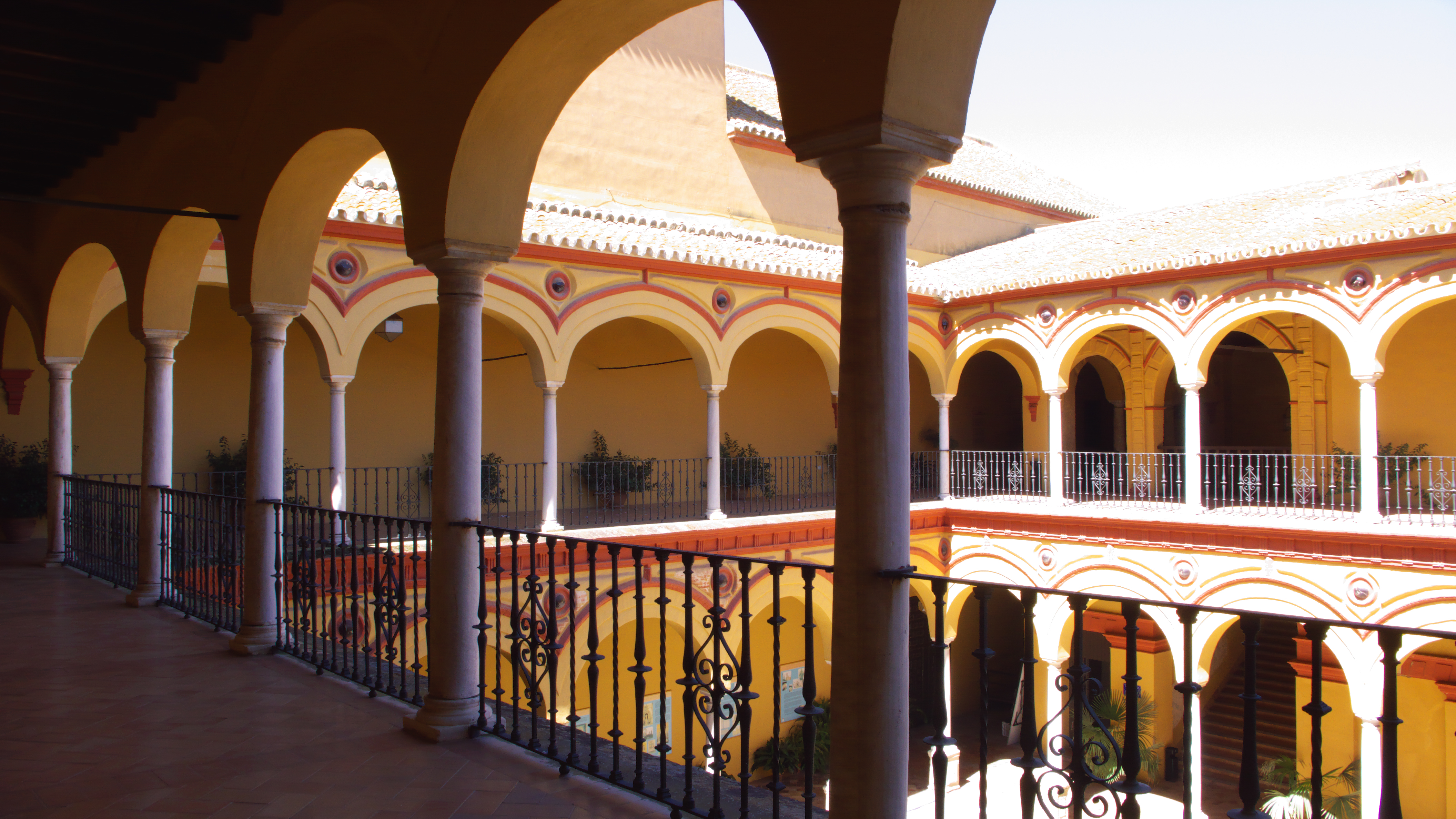
Монастир Сан-Франсіско